# Ligament calcanéo-naviculaire plantaire
Le ligament calcanéo-naviculaire plantaire (ou ligament calcanéo-scaphoïdien inférieur ou ligament calcanéo-scaphoïdien interne de Barkow ou ligament ressort ou trochlée articulaire de Weitbrecht) est un complexe ligamentaire de l'articulation talo-calcanéo-naviculaire constitutive de l'articulation transverse du tarse.

## Description
Le ligament calcanéo-naviculaire plantaire est un ligament plantaire du tarse qui relie le sustentaculum tali à l'os naviculaire.
Il se divise en deux couches une couche profonde et une couche superficielle.
La couche profonde forme le ligament glénoïdien (ou ligament acétabuliforme) qui prolonge la surface articulaire postérieure de l'os naviculaire. Sa face articulaire  présente une facette fibrocartilagineuse, tapissée par la membrane synoviale, sur laquelle repose une partie de la tête du talus.
La couche superficielle forme la poulie de réflexion du tendon du muscle tibial postérieur. La face de glissement du tendon est infiltrée de chondrocytes. Sa bordure médiale se confond avec la partie avant du ligament collatéral médial de l'articulation talo-crurale.

## Fonction
Ce complexe ligamenteux sert non seulement à relier le calcanéus et l'os naviculaire, mais soutient également la tête du talus. Il fait partie de la cavité articulaire dans laquelle la tête est reçue. Il contribue au maintien de la voûte plantaire longitudinale médiale et supporte la majeure partie du poids corporel dans un pied fonctionnant normalement.

## Aspect clinique
Une entorse du ligament calcanéo-naviculaire plantaire peut entraîner une déformation en pied plat qui peut nuire à la marche à pied.